# Amnisos
L'Amnisos (en grec ancien : Άμνισός) est un fleuve côtier situé en Crète, près d'Héraklion. Il s'agit également d'un dieu fleuve de la Grèce antique, issu de l'union d'Océan et de Téthys. Le port de la cité antique de Cnossos se trouvait à l'embouchure de l'Amnisos. 
La rivière Amnisos prend sa source sur les pentes du mont Ida dans le centre de la Crète. Elle coule ensuite vers le nord et se jette dans la mer de Crète près d'Héraklion. La rivière Amnisos porte également le nom de Kairatos.